# 漁陽県 (北京市)
漁陽県（ぎょよう-けん）は中華人民共和国北京市にかつて設置された県。現在の密雲区南西部に相当する。
秦朝により設置され、漁陽郡の郡治とされた。西晋により一時廃止されたが間もなく再設置された。南北朝時代に北斉により廃止され、管轄区域は密雲県に統合された。